# الملكة الهندية (أوبرا)
الملكة الهندية هي أوبرا غير مكتملة إلى حد كبير ألّفها الموسيقي هنري بورسيل، قُدمت لأول مرة في مسرح دروري لين الملكي، في لندن عام 1695. التاريخ الدقيق غير معروف، لكن بيتر هولمان يعتقد أنه ربما كان ذلك في يونيو.
أُلّفت الأوبرا كنسخة منقحة من مسرحية الملكة الهندية التي عٌرضت عام 1664، وتشمل مقدمة وخمسة فصول، ألفها جون درايدن وصهره السير روبرت هوارد. عام 1694، مُنح توماس بيترتون 50 جنيهًا إسترلينيًا لتحويل المسرحية إلى أوبرا، فكلّف بورسيل بتأليف الموسيقى.  ترك بورسيل، الذي توفي في نوفمبر 1695، موسيقى المقدمة والفصلين الثاني والثالث فقط، أكمل شقيقه دانيال الفصل الخامس.
تعتبر الملكة الهندية واحدة من الأعمال المسرحية الأقل عرضاً من مسرحيات بورسيل. ربما يكون هذا نتيجةً لحالتها غير الكاملة التي قللت من جودتها.

## ملخص
قبل بضع سنوات من الغزو الإسباني في أمريكا الوسطى - كانت الساحة آنذاك صراعًا بين ملوك بيرو والمكسيك، وهنا تدور قصة الأوبرا.

## التسجيلات
| السنة | العازفون المنفردون                                                   | قائد الفرقة الموسيقية                            |
| ----- | -------------------------------------------------------------------- | ------------------------------------------------ |
| 1966  | ويلفريد براون، أبريل كانتيلو، روبرت تير، كريستوفر كيت، إيان بارتريدج | أوركسترا الحجرة الإنجليزية، السير تشارلز ماكيراس |

- عزف منفرد لأوبرا الملكة الهندية، سانت أنتوني سينغرز، أوركسترا الحجرة الإنجليزية، بقيادة تشارلز ماكيراس (ديكا لوازو ليري، 1966)
- عزف منفرد لأوبرا الملكة الهندية، ديلر سينغرز، كينغز ميوزيك، بقيادة ألفريد ديلر (هارمونيا موندي)
- عزف منفرد لأوبرا الملكة الهندية،،جوقة مونتيفيردي عازفون باروك فرديون إنجليزيون، بقيادة جون إليوت جاردينر (إيراتو، 1980)
- عزف منفرد لأوبرا الملكة الهندية، أكاديمية الموسيقى القديمة، بقيادة كريستوفر هوغوود (Decca L'Oiseau-Lyre، 1995)
- عزف منفرد لأوبرا الملكة الهندية، سمفونية بورسيل والأصوات البشرية في السمفونية (لين، 1995)
- عزف منفرد لأوبرا الملكة الهندية،،فرقة العلماء الباروكية (ناكسوس، 1998)
- عزف منفرد لأوبرا الملكة الهندية، مطربو حجرة لندن، أوركسترا حجرة لندن. تنفيذ [(أنتوني برنارد)] (Music Guild MS-124، 196x؟ )

## روابط خارجية
- حول المؤامرة
- ملخص

قالب:Henry Purcell